# Jean Kobs
Pour l’article homonyme, voir Karsten Kobs.
Œuvres principales
- Le Kobzar de l'Exil (1973-1974)

Jean Kobs, né le 12 avril 1912 à Hayange (France) et décédé le 29 août 1981 à Godinne (Belgique), est un prêtre catholique du diocèse de Namur, poète lorrain d’expression française.

## Biographie
Jean Kobs naît à Hayange dans le district de Lorraine, pendant la première annexion allemande. Au début de la Première Guerre mondiale, il séjourne à Houffalize en Belgique, où il reste jusqu’en 1919. Il étudie ensuite les humanités gréco-latines et la philosophie au petit séminaire de Bastogne de 1923 à 1932, puis au grand séminaire de Namur de 1932 à 1936.
Une fois ses études terminées, il est ordonné prêtre et devient, en 1937, vicaire à Barvaux-sur-Ourthe en Wallonie. Kobs sera curé d’abord à Dinez-Houffalize (1942-1958), puis à Dave de 1958 à 1977, où le presbytère garde son souvenir.

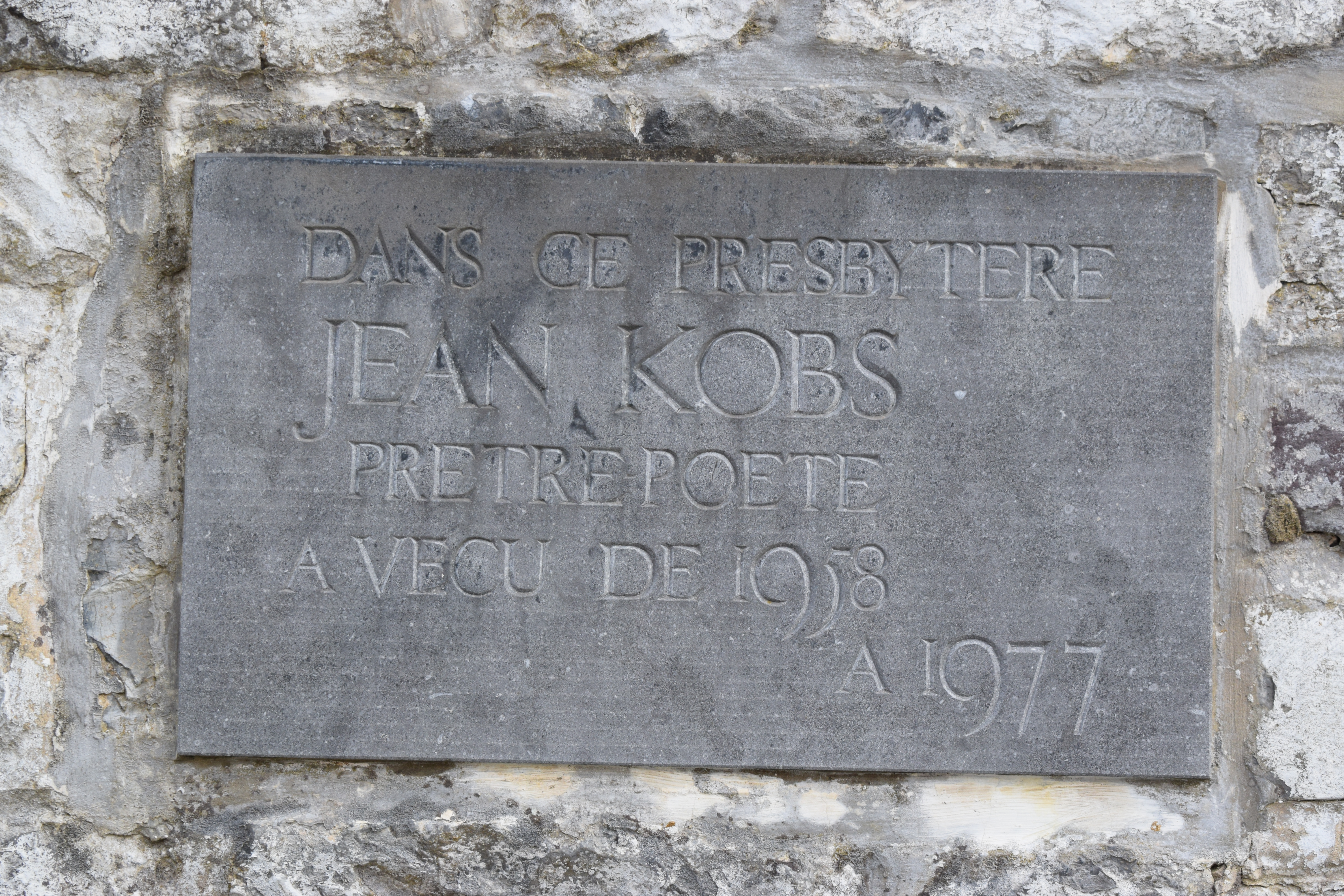
Plaque sur le mur du presbytère de Dave

Jean Kobs meurt le 29 août 1981, à Godinne, près de Namur (Belgique). 

## Reconnaissance publique
- Créée par arrêté royal du 13 janvier 2003, la Fondation Jean Kobs[1] a pour objectif de faire vivre la mémoire du poète et de diffuser son œuvre, notamment par l'instauration de prix, l'organisation de récitals de poèmes, de colloques et de conférences.
  - En 2014, la Fondation Jean Kobs a lancé la série des Cahiers Jean Kobs aux Éditions Poiêtês[2] qui publient également la réédition des Œuvres complètes du poète. Il s'agit d'une collection universitaire avec comité de lecture qui publie des ouvrages collectifs et des monographies consacrées au poète.

## Écrits
Son œuvre poétique compte plus de 1600 poèmes.
- Le Parfum du Silence, Liège, Vaillant-Carmanne, 1949.
- Les Roses de la Nuit, avec une préface d'Yves-Gérard Le Dantec, Paris, Points et Contrepoints, 1953, prix Amélie Mesureur de Wally de l'Académie française.
- Le Kobzar de l'Exil, tome 1, Paris, Points et Contrepoints, 1973.
- Le Kobzar de l'Exil, tome 2, Paris, Points et Contrepoints, 1974.
- La Mémoire du Silence, Namur, Bellalui/La Corniche, 1983 [édition posthume].
- L'Offrande du Kobzar, anthologie de 300 poèmes extraits des précédents recueils réalisée par Marie-Thérèse Boulanger, Namur, Bellalui/La Corniche, 1985.
- Au Château de la Solitude, re-créations poétiques de textes de Rainer Maria Rilke, édition établie et présentée par Marie-Thérèse Boulanger et Ferdinand Stoll, Namur, Bellalui/La Corniche, 1993.
- Œuvres complètes, tome 1, édition établie et présentée par Laurent Fels, Luxembourg, Éditions Poiêtês, coll. "Poésie", 2009.
- Jean Kobs : Dernier Vœu, choix établi par Marie-Thérèse Boulanger pour une édition posthume ; introduction, notes et postface par Laurent Fels, Montreuil-sous-Bois, Éditions Joseph Ouaknine, 2011.

### Le Kobzar de l'Exil
C'est Le Kobzar de l'Exil, somme de philosophie universelle et spirituelle, qui s'impose en priorité par les 1059 sonnets - selon le Nombre d'Or de Virgile - qui le constituent et dont les thèmes majeurs et essentiels forment le canevas d'une vaste fresque qui épouse le rythme des saisons, des âges de la vie et du monde.
Jean Kobs, le kobzar, l'aède dont la voix vient « de plus loin que l'Ukraine », joue comme ses aïeux de la kobza, évoquant sa quête incessante de l'Absolu qu'il partage avec tous ceux qui, comme lui, se savent en exil.
Le Livre premier s'ouvre sur le « Printemps ou les Limbes », temps de la naissance du monde et du poète, avec ses attachements, ses révoltes, ses définitives souffrances. Puis, c'est le Livre deuxième, « L'Eté », la première jeunesse, le premier épanouissement, la maturité, l'enfer de la vie.
Dans le Livre troisième, le kobzar s'avance vers le « Purgatoire », l'« Automne », le temps de la mélancolie, des évocations du passé, celui de la méditation et de la sagesse, de la pacification, de la conscience de l'inanité des choses terrestres, de la dimension de la souffrance pour arriver enfin à la sérénité. Et quand l'« âge dernier », celui de la vieillesse, l'« Hiver », arrive, le poète n'aspire plus qu'à la paix et au repos, préparant son Fiat avec une foi et une espérance dans l'au-delà qui n'ont cessé de grandir.
Dans cette œuvre où s'inscrit en filigrane l'image de celui vers qui tendent consciemment ou non tous les êtres, le prêtre-poète cherche inlassablement à atteindre l'essentiel : il « découvre » sa philosophie de la vie qui s'apparente à celle des poètes orientaux à laquelle s'ajoute, éclairante et personnelle, une note profondément chrétienne.